# Richard Neville, XVI conte di Warwick
Richard Neville, conte di Warwick, soprannominato The Kingmaker (Bisham, 22 novembre 1428 – Barnet, 14 aprile 1471), è stato un nobile e condottiero inglese.
Ebbe un ruolo importante nell'Inghilterra del XV secolo e in particolare nella guerra delle due rose. Alla morte di suo padre Richard Neville, V conte di Salisbury, Warwick divenne il più giovane e ricco magnate inglese e l'insieme di ricchezze personale ed alleanze matrimoniali lo portò ad essere, intorno alla metà del Quattrocento, uno degli uomini più potenti del Paese. Una disputa con Edmund Beaufort, II duca di Somerset, favorito del re Enrico VI di Lancaster e di fatto capo del governo, lo portò ad avvicinarsi al rivale di Somerset, il duca di York, nella crisi che avrebbe portato allo scoppio della guerra delle due rose.
Nel 1455, Warwick venne nominato capitano di Calais, un incarico remunerativo che portava con sé ingenti entrate annue. Nello stesso anno la guerra delle due rose deflagrò e, nel 1460, sia suo padre che il duca di York morirono alla battaglia di Wakefield. In seguito, Warwick contribuì al trionfo del figlio del duca di York, che venne incoronato con il nome di Edoardo IV. Warwick all'inizio appoggiò il nuovo re, tuttavia le loro strade si divisero quando insorsero controversie sia sulle scelte di politica estera del sovrano che riguardo alle sue scelte matrimoniali. Dopo aver vanamente tentato di sostituire Edoardo IV con il fratello minore, Giorgio Plantageneto, I duca di Clarence, Warwick si schierò dalla parte dei Lancaster restaurando brevemente sul trono Enrico VI nel 1470, ma morì poco dopo nella battaglia di Barnet il 14 aprile 1471.
Warwick non ebbe figli maschi, ma due femmine. La maggiore, Isabella Neville, venne fatta sposare al duca di Clarence, mentre la minore Anna Neville, dopo un breve matrimonio con Edoardo di Lancaster, sposò Riccardo, duca di Gloucester, fratello del re Edoardo IV.

## Infanzia
I Neville erano un'antica famiglia provenienti dalla contea di Durham che erano emersi dall'ombra nel XIV secolo combattendo contro gli scozzesi. Nel 1397 Ralph Neville fu creato Conte di Westmorland, tale contado però non venne ereditato dal padre di Richard poiché figlio di secondo letto. Richard Neville ricevette comunque una buona educazione e un buon patrimonio che incrementò sposando Alice Montacute, V contessa di Salisbury, figlia ed erede di Thomas Montacute, IV conte di Salisbury che gli portò in dote anche il contado di famiglia.
Richard - figlio cadetto di Richard Neville, V conte di Salisbury e di Alice di Montacute, unica erede del conte di Salisbury - nacque il 22 novembre 1428 a Bisham (Berkshire) e della sua infanzia si conosce ben poco. Per parte di padre ma, soprattutto, di madre egli discendeva dalle più grandi famiglie aristocratiche d'Inghilterra, nonché le più facoltose; venne quindi allevato nella consapevolezza del proprio rango. Sin da piccolo venne fidanzato con lady Anne Beauchamp, sorella del 1º duca e 14º conte di Warwick, esponente di una famiglia altrettanto titolata della propria e con, in più, sangue reale nelle vene. Richard ed Anne si sposarono certamente prima del 1449, poiché quando il conte di Warwick morì senza eredi (tranne una bambina che morì poco dopo), il titolo passò alla sorella e – jure uxorio – a Richard; costui passò alla storia col nome di Warwick invece che col proprio poiché tra i Pari d'Inghilterra è usanza identificarsi secondo il feudo principale, e non il nome.
Il contado di Warwick gli venne dal cognato Henry de Beauchamp, I duca di Warwick (21 marzo 1425-11 giugno 1446) che aveva sposato Cecily Neville (1424-28 luglio 1450), sorella di Richard, tale successione venne contestata da Edmund Beaufort, II duca di Somerset che era sposato con Eleanor Beauchamp, una delle sorellastre del defunto Henry, che erano state escluse dalla successione.
L'anno prima, nel 1445, Richard era stato creato cavaliere all'incoronazione di Margherita d'Angiò avvenuta il 22 aprile, prestò servizio militare al nord insieme al padre ed è possibile che abbia preso parte alle guerre contro gli scozzesi del 1448-1449 e quando nel 1452 Riccardo Plantageneto, III duca di York si sollevò vanemente contro il re, Richard e il padre combatterono al fianco del sovrano.

## Maturità
Nel 1453 Richard venne investito della Signoria di Glamorgan, parte del dominio della famiglia Warwick e questo portò lui ed Edmund Beaufort ai ferri corti e proprio in quel periodo per la Corte inglese iniziò un periodo turbolento poiché il monarca Enrico VI – del ramo Lancaster – iniziò a manifestare dei ricorrenti attacchi di schizofrenia, probabilmente ereditata dal nonno materno Carlo VI, re di Francia. Beafuort era molto vicino al re e alla moglie e con Enrico malato egli era virtualmente a capo del governo.
Riccardo, duca di York e capo del ramo York della famiglia reale (i Plantageneti), vide in questa inabilità del sovrano l'occasione per far valere i suoi diritti al trono e in lui Richard vide l'alleato che poteva aiutarlo a colmare lo svantaggio che aveva nei confronti di Beaufort, ebbe così inizio il sodalizio di Richard con gli York. Per tacitare le ambizioni di York, venne dal re nominato Lord Protettore d'Inghilterra ma, sotterraneamente, tra i due casati si aprì una serrata lotta per aggiudicarsi la fedeltà dei nobili inglesi; visto che la moglie del Lord Protettore era la zia di Warwick, il padre di costui (ricordiamolo, il conte di Salisbury) venne nominato cancelliere proprio dal Protettore. Così facendo, Warwick assieme a tutta la famiglia Neville (che nei diversi rami deteneva anche i feudi di Montagu e Kent) si schierò dalla parte degli York. La situazione politica precipitò, e la contesa venne affidata alle armi.

## La Guerra delle due rose: prima parte
Warwick ebbe l'onore di comandare l'esercito yorkista nella prima battaglia della guerra, quella di Saint Albans (22 maggio 1455), nella quale – con un'audacia sbalorditiva – ribaltò le sorti dello scontro guidando la carica della cavalleria rimastagli contro il centro dello schieramento avversario. Per questa vittoria venne nominato governatore di Calais da Riccardo di York e, nel 1457, ammiraglio. Onorò questi titoli da un lato mantenendo inespugnata Calais contro gli assalti dei Lancaster e dei Francesi, coi quali l'Inghilterra era in guerra (la Guerra dei cento anni); dall'altro, sconfiggendo le flotte castigliana ed anseatica che cercavano di approfittare della guerra civile per danneggiare il traffico mercantile inglese. Tutto questo, ovviamente, nei momenti di pausa del conflitto principale che si stava protraendo in madrepatria.
Nel 1460, alla ripresa delle ostilità, Warwick condusse al trionfo il suo esercito nella battaglia di Northampton (10 luglio) facendo addirittura prigioniero Enrico VI, che portò con sé a Londra. A questo punto, iniziò a rendersi conto che era lui, col suo esercito e col suo carisma, a poter determinare le sorti del regno. Quando Riccardo di York lo raggiunse nella capitale e espresse pubblicamente la sua intenzione di divenire re, egli si oppose: un po' perché riteneva che fosse il Parlamento a dover decidere (non dimentichiamo che il Parlamento, a quel tempo, rappresentava la grande nobiltà feudale di cui Warwick era il più alto esponente); un po' perché iniziava a rendersi conto che, visto il suo ruolo e la sua posizione, era preferibile un re debole come Enrico VI piuttosto che un monarca forte come Riccardo. Quest'ultimo incassò e fece finta di nulla ma, come vedremo, gli York non avrebbero dimenticato l'affronto. Il 30 dicembre di quello stesso 1460, Riccardo ed il padre di Warwick vennero sconfitti ed uccisi nella battaglia di Wakefield; con la morte del padre, egli aumentava ancor più il suo potere aggiungendo ai propri possessi la ricca contea di Salisbury.
Warwick decise di raddrizzare le sorti della fazione yorkista lasciando Londra ed ingaggiando battaglia, per la seconda volta - a Saint Albans (17 febbraio 1461: fu la prima delle due sconfitte che questo condottiero subì in tutta la sua vita). Non si perse comunque d'animo: corse a Londra con Edoardo di March (nuovo capo degli York dopo la morte del padre a Wakefield) e vi si rinserrò, evitando che cadesse in mano ai Lancaster. Questi decisero di far provviste nel nord del paese, dando modo a Warwick di far incoronare re Edoardo col nome di Edoardo IV (per sfruttare il prestigio che il titolo regale conferiva) e quindi ricostruire l'esercito: quando i Lancaster ritornarono a Londra per espugnarla, si videro comparire innanzi il temibile condottiero: con la battaglia di Towton (29 marzo 1461) Warwick distrusse gli avversari, che furono costretti ad emigrare in Francia. Ora, la sua “creatura” Edoardo IV era saldamente sul trono.

## Intermezzo di pace
Warwick era ora all'apice del successo: il nuovo re doveva a lui la sua corona, e da lui egli si aspettava gratitudine e riconoscenza. Non fu così: Edoardo IV, vuoi ricordando lo sgarbo fatto al padre opponendosi alla sua incoronazione nel 1460, ma più probabilmente non volendo dare ancor più ricchezza e poteri ad un così temibile alleato, pose Warwick nel dimenticatoio e prese addirittura ad osteggiarlo velatamente.
Intanto che a Corte si distribuivano premi e titoli ai sostenitori yorkisti, egli veniva ricevuto poche volte e di malavoglia; per levarselo di torno, re Edoardo lo inviò in Francia per negoziare il suo matrimonio con una principessa di quel paese: tornato a Londra per riferire circa i negoziati, questi si trovò davanti ad un re che nel frattempo si era già sposato. Warwick ingoiò l'affronto in silenzio; quando però il re – senza nascondere il suo fastidio - accordò al fratello Giorgio di Clarence il permesso di sposare la sua figlia maggiore, Isabella, ed addirittura negò questo permesso all'altro fratello Riccardo di Gloucester per sposare la sua seconda figlia Anna Neville (dando l'impressione di ritenerle di rango troppo basso per due principi reali), allora andò su tutte le furie.

## Guerra delle due rose: seconda parte
Egli convinse il neo-genero Giorgio che era questi, e non il fratello Edoardo, colui che avrebbe dovuto sedere sul trono d'Inghilterra; lo portò con sé nei suoi possedimenti, raccolse un esercito e lanciò pubblicamente il guanto di sfida ad Edoardo IV, dandogli del fellone. Il re decise di annientare il ribelle e gli diede battaglia ad Edgecote Moor (26 luglio 1469), dove invece venne annientato. The Kingmaker, per la seconda volta, faceva prigioniero un re: impose a questi di convocare il Parlamento a York dove avrebbe abdicato cedendo la corona al fratello Giorgio.
Ma Edoardo riuscì a chiamare in proprio aiuto Riccardo di Gloucester, che accorse in suo aiuto: Warwick certamente sbagliò i suoi calcoli perché, incredibilmente, invece di tentare la sorte sul campo a lui più congeniale (quello di battaglia), pensò di non essere sufficientemente attrezzato per sconfiggere Gloucester e lasciò l'Inghilterra (liberando Edoardo IV, che gli giurò vendetta) per cercare alleati nella lotta. Si recò in Francia, dove il re Luigi XI lo convinse ad allearsi ai vecchi nemici Lancaster; ormai egli voleva solo vendicarsi di Edoardo, e per cementare l'alleanza fece sposare la figlia Anna al principe di Galles, Edoardo di Lancaster. Il condottiero raccolse un esercito e sbarcò in Inghilterra assieme ad Enrico VI: al vederlo, Edoardo IV si perdette d'animo e fuggì in Borgogna. Warwick aveva rimesso sul trono Enrico VI, la sua seconda creatura.

## Epilogo

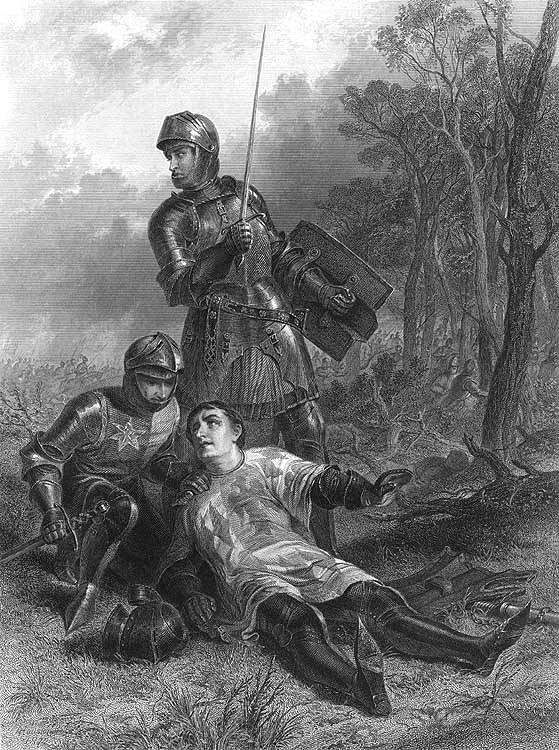
Illustrazione del XIX secolo della morte di Warwick, tratta dall'Enrico Vi, Parte 3, Atto V, Scena ii

Edoardo IV tornò in Inghilterra con un forte esercito, pagato dai soldi borgognoni. Warwick gli si fece incontro deciso a stroncare l'avversario e diede battaglia a Barnet (14 aprile 1471). Tradito dal genero Giorgio di Clarence, che nell'imminenza dello scontro passò al fratello Edoardo, questa fu la seconda battaglia che perse ed anche l'ultima, perché vi trovò la morte.

## Conclusione
Warwick è stato definito "l'ultimo Barone", intendendo con questo titolo individuare uno degli ultimi (e sicuramente uno dei più eclatanti) esponenti della grande aristocrazia feudale (avviata al tramonto), in grado di imporre la propria volontà ai sovrani, in quanto consapevoli sia della propria forza (spesso maggiore di quella regale), sia del proprio lignaggio (spesso più antico e prestigioso di quello della stessa Casa reale). Con questa orgogliosa classe moriva lo Stato medievale inglese (inteso come risultato del delicato equilibrio tra la monarchia e la grande nobiltà, che in qualche modo garantiva dei limiti al potere assoluto del re) e nasceva lo Stato moderno (che godeva di una ben maggiore stabilità, ma con l'assolutismo forniva poteri quasi illimitati al sovrano, nel bene e nel male). Oltre a questo, Warwick fu senz'altro uno splendido condottiero ed un politico accorto: il suo coraggio, il suo carisma, la sua audacia conquistavano i soldati ed i sostenitori, che con lui osavano l'incredibile. Lui stesso, come dimostra la sua morte, non si risparmiava certo nel dare l'esempio sul campo di battaglia.

## Discendenza
Dei figli avuti da Richard Neville dalla consorte Anne de Beauchamp, raggiunsero l'età adulta due sole figlie:
- Isabella Neville, andata sposa a Giorgio Plantageneto, I duca di Clarence, al quale diede quattro figli;
- Anna Neville, andata sposa in prime nozze il 13 dicembre 1470 ad Edoardo di Lancaster, figlio del re d'Inghilterra Enrico VI d'Inghilterra; rimasta vedova, senza figli, nel maggio del 1471, sposò nel luglio del 1472 Riccardo di Gloucester, che divenne re d'Inghilterra con il nome di Riccardo III.

## Richard Neville nella cultura di massa
- lo scrittore statunitense G.R.R. Martin, ideatore della saga fantasy le Cronache del ghiaccio e del fuoco, si è ispirato alla figura di Richard Neville per il personaggio di Ser Criston Cole, il quale condivide con Neville il soprannome di "Kingmaker".
- Richard Neville appare nella serie tv The White Queen, nella quale è uno dei personaggi principali.

## Ascendenza
|                                          |                                        |                                            | Genitori                             |  |  | Nonni |  |  | Bisnonni                                 |  |  | Trisnonni                                |  |
|                                          |                                        |                                            |                                      |  |  |       |  |  | John Neville, III barone Neville di Raby |  |  | Ralph Neville, II barone Neville di Raby |  |
|                                          |                                        |                                            |                                      |  |  |       |  |  | John Neville, III barone Neville di Raby |  |  | Ralph Neville, II barone Neville di Raby |  |
|                                          |                                        | Alice Audley                               |                                      |  |  |       |  |  | John Neville, III barone Neville di Raby |  |  |                                          |  |
| Ralph Neville, I conte di Westmorland    |                                        |                                            |                                      |  |  |       |  |  | John Neville, III barone Neville di Raby |  |  |                                          |  |
|                                          |                                        | Maud Percy                                 | Henry Percy, II barone Percy         |  |  |       |  |  |                                          |  |  |                                          |  |
|                                          |                                        | Maud Percy                                 | Henry Percy, II barone Percy         |  |  |       |  |  |                                          |  |  |                                          |  |
|                                          |                                        | Maud Percy                                 | Idoina de Clifford                   |  |  |       |  |  |                                          |  |  |                                          |  |
| Richard Neville, V conte di Salisbury    |                                        | Maud Percy                                 |                                      |  |  |       |  |  |                                          |  |  |                                          |  |
|                                          |                                        | Giovanni Plantageneto, I duca di Lancaster | Edoardo III d'Inghilterra            |  |  |       |  |  |                                          |  |  |                                          |  |
|                                          |                                        | Giovanni Plantageneto, I duca di Lancaster | Edoardo III d'Inghilterra            |  |  |       |  |  |                                          |  |  |                                          |  |
|                                          |                                        | Giovanni Plantageneto, I duca di Lancaster | Filippa di Hainaut                   |  |  |       |  |  |                                          |  |  |                                          |  |
| Joan Beaufort, contessa di Westmorland   |                                        | Giovanni Plantageneto, I duca di Lancaster |                                      |  |  |       |  |  |                                          |  |  |                                          |  |
|                                          |                                        | Katherine Swynford                         | Payne De Roet                        |  |  |       |  |  |                                          |  |  |                                          |  |
|                                          |                                        | Katherine Swynford                         | Payne De Roet                        |  |  |       |  |  |                                          |  |  |                                          |  |
|                                          |                                        | Katherine Swynford                         | …                                    |  |  |       |  |  |                                          |  |  |                                          |  |
| Richard Neville, XVI conte di Warwick    |                                        | Katherine Swynford                         |                                      |  |  |       |  |  |                                          |  |  |                                          |  |
|                                          | John Montacute, III conte di Salisbury | John Montacute, I barone Montacute         |                                      |  |  |       |  |  |                                          |  |  |                                          |  |
|                                          | John Montacute, III conte di Salisbury | John Montacute, I barone Montacute         |                                      |  |  |       |  |  |                                          |  |  |                                          |  |
|                                          | John Montacute, III conte di Salisbury | Margaret de Monthermer                     |                                      |  |  |       |  |  |                                          |  |  |                                          |  |
| Thomas Montacute, IV conte di Salisbury  | John Montacute, III conte di Salisbury |                                            |                                      |  |  |       |  |  |                                          |  |  |                                          |  |
|                                          |                                        | Maud Francis                               | Adam Francis                         |  |  |       |  |  |                                          |  |  |                                          |  |
|                                          |                                        | Maud Francis                               | Adam Francis                         |  |  |       |  |  |                                          |  |  |                                          |  |
|                                          |                                        | Maud Francis                               | Alice Champneis                      |  |  |       |  |  |                                          |  |  |                                          |  |
| Alice Montacute, V contessa di Salisbury |                                        | Maud Francis                               |                                      |  |  |       |  |  |                                          |  |  |                                          |  |
|                                          |                                        | Thomas Holland, II conte di Kent           | Thomas Holland, I conte di Kent      |  |  |       |  |  |                                          |  |  |                                          |  |
|                                          |                                        | Thomas Holland, II conte di Kent           | Thomas Holland, I conte di Kent      |  |  |       |  |  |                                          |  |  |                                          |  |
|                                          |                                        | Thomas Holland, II conte di Kent           | Giovanna di Kent                     |  |  |       |  |  |                                          |  |  |                                          |  |
| Eleanor Holland                          |                                        | Thomas Holland, II conte di Kent           |                                      |  |  |       |  |  |                                          |  |  |                                          |  |
|                                          |                                        | Alice FitzAlan                             | Richard FitzAlan, X conte di Arundel |  |  |       |  |  |                                          |  |  |                                          |  |
|                                          |                                        | Alice FitzAlan                             | Richard FitzAlan, X conte di Arundel |  |  |       |  |  |                                          |  |  |                                          |  |
|                                          |                                        | Alice FitzAlan                             | Eleonora di Lancaster                |  |  |       |  |  |                                          |  |  |                                          |  |
|                                          |                                        | Alice FitzAlan                             |                                      |  |  |       |  |  |                                          |  |  |                                          |  |